# Albanië op het Eurovisiesongfestival 2019

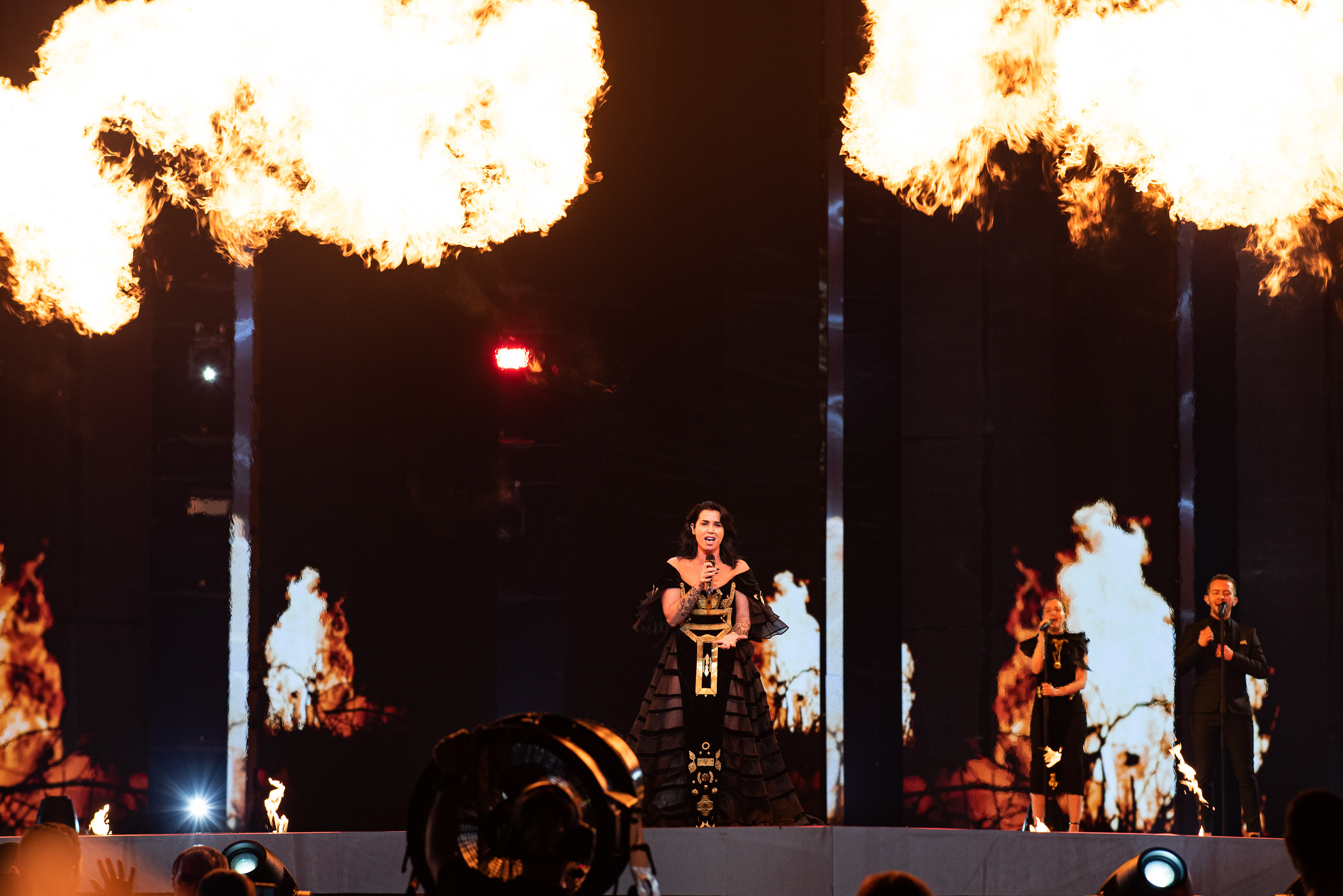
Jonida Maliqi tijdens repetities voor de halve finale in Tel Aviv.

Albanië nam deel aan het Eurovisiesongfestival 2019 in Tel Aviv, Israël. Het zal de 16de deelname van het land aan het Eurovisiesongfestival zijn. RTSH is verantwoordelijk voor de Albanese bijdrage voor de editie van 2019.

## Selectieprocedure
Naar jaarlijkse gewoonte verliep de Albanese selectie via Festivali i Këngës, dat in december 2018 aan zijn 57ste editie toe was. De inschrijvingen werden geopend op 16 mei en werden op 30 juni afgesloten. Zowel componisten als artiesten moesten over de Albanese nationaliteit beschikken en alle nummers moesten volledig in het Albanees vertolkt worden, al kon er traditiegetrouw na afloop van Festivali i Këngës beslist worden om het winnende nummer naar het Engels te vertalen voor het Eurovisiesongfestival. Op 17 oktober werd het deelnemersveld vrijgegeven. Het festival vond plaats in het Pallati i Kongreseve in de Albanese hoofdstad Tirana. Op donderdag 20 en vrijdag 21 december werden twee halve finales georganiseerd. Alle 22 artiesten traden in beide halve finales aan; in de eerste werden ze begeleid door een orkest, in de tweede moest men de finale versie van diens nummer brengen. Na afloop van de tweede halve finale werd het deelnemersveld herleid tot veertien. De finale vond plaats op zaterdag 22 december.
Een vakjury bepaalde autonoom wie doorstootte naar de finale en wie uiteindelijk de eindwinnaar werd. De zegepalm ging naar Jonida Maliqi, met het nummer Ktheju tokës. Dit nummer stond onderaan bij de bookmakers.

## Festivali i Këngës 2018

### Eerste halve finale
| Volgorde | Artiest                       | Lied                   |
| -------- | ----------------------------- | ---------------------- |
| 1        | Bojken Lako                   | Jeto jetën             |
| 2        | Alar Band                     | Dashuria nuk mjafton   |
| 3        | Lidia Lufi                    | Rrëfehem               |
| 4        | Kujtim Prodani                | Babela                 |
| 5        | Gjergj Leka                   | Një ditë tjetër        |
| 6        | Dilan Reka                    | Karma                  |
| 7        | Mirud                         | Nënë                   |
| 8        | Soni Malaj                    | Më e fortë             |
| 9        | Jonida Maliqi                 | Ktheju tokës           |
| 10       | Elton Deda                    | Qetësisht              |
| 11       | Elona Islamaj                 | Në këtë botë kalimtarë |
| 12       | Klodiana Vata                 | Mbrëmje e pafund       |
| 13       | Klinti Çollaku                | Me jetë                |
| 14       | Artemisa Mithi & Febi Shkurti | Dua ta besoj           |
| 15       | Kelly                         | A më ndjen             |
| 16       | Bruno Pollogati               | Nuk ka stop            |
| 17       | Marko Strazimiri & Imbro      | Leyla                  |
| 18       | Lorela Sejdini                | Vetmi                  |
| 19       | Eliza Hoxha                   | Peng                   |
| 20       | Eranda Libohova               | 100 pyetje             |
| 21       | Aurel Thëllimi                | Të dua ty              |
| 22       | Orgesa Zaimi                  | Hije                   |

### Tweede halve finale
| Volgorde | Artiest                       | Lied                   |
| -------- | ----------------------------- | ---------------------- |
| 1        | Jonida Maliqi                 | Ktheju tokës           |
| 2        | Artemisa Mithi & Febi Shkurti | Dua ta besoj           |
| 3        | Mirud                         | Nënë                   |
| 4        | Klodiana Vata                 | Mbrëmje e pafund       |
| 5        | Lidia Lufi                    | Rrëfehem               |
| 6        | Marko Strazimiri & Imbro      | Leyla                  |
| 7        | Orgesa Zaimi                  | Hije                   |
| 8        | Elona Islamaj                 | Në këtë botë kalimtarë |
| 9        | Bojken Lako                   | Jeto jetën             |
| 10       | Elton Deda                    | Qetësisht              |
| 11       | Eliza Hoxha                   | Peng                   |
| 12       | Gjergj Leka                   | Një ditë tjetër        |
| 13       | Kujtim Prodani                | Babela                 |
| 14       | Aurel Thëllimi                | Të dua ty              |
| 15       | Soni Malaj                    | Më e fortë             |
| 16       | Lorela Sejdini                | Vetmi                  |
| 17       | Klinti Çollaku                | Me jetë                |
| 18       | Alar Band                     | Dashuria nuk mjafton   |
| 19       | Kelly                         | A më ndjen             |
| 20       | Dilan Reka                    | Karma                  |
| 21       | Eranda Libohova               | 100 pyetje             |
| 22       | Bruno Pollogati               | Nuk ka stop            |

### Finale
| Plaats | Artiest                       | Lied                 | Punten |
| ------ | ----------------------------- | -------------------- | ------ |
| 1      | Jonida Maliqi                 | Ktheju tokës         | 228    |
| 2      | Lidia Lufi                    | Rrëfehem             | 219    |
| 3      | Eranda Libohova               | 100 pyetje           | 181    |
| 4      | Dilan Reka                    | Karma                | 169    |
| 5      | Soni Malaj                    | Më e fortë           | 166    |
| 6      | Klinti Çollaku                | Me jetë              | 163    |
| 7      | Elton Deda                    | Qetësisht            | 156    |
| 8      | Marko Strazimiri & Imbro      | Leyla                | 142    |
| 9      | Bojken Lako                   | Jeto jetën           | 138    |
| 10     | Gjergj Leka                   | Një ditë tjetër      | 131    |
| 11     | Eliza Hoxha                   | Peng                 | 127    |
| 12     | Alar Band                     | Dashuria nuk mjafton | 124    |
| 13     | Orgesa Zaimi                  | Hije                 | 121    |
| 14     | Artemisa Mithi & Febi Shkurti | Dua ta besoj         | 113    |

## In Tel Aviv
Jonida trad aan in de tweede halve finale als veertiende aan, na Sergej Lazarev uit Rusland en voor KEiiNO uit Noorwegen. De act was simpel, Jonida werd vergezeld door drie achtergrondzangers en met een rode achtergrond. Albanië ging verrassend door naar de finale, waar het als de tweede moest optreden, na Michela Pace uit Malta en voor Lake Malawi uit Tsjechië. Mede door haar slechte startpositie (nog nooit heeft iemand op de tweede startpositie gewonnen) stond Maliqi laag bij de bookmakers. Desondanks werd Albanië zeventiende in de finale, met 90 punten. Het lied kreeg twee keer de 12 punten, van de Macedonische en Italiaanse televoters.